# Commodore 1541

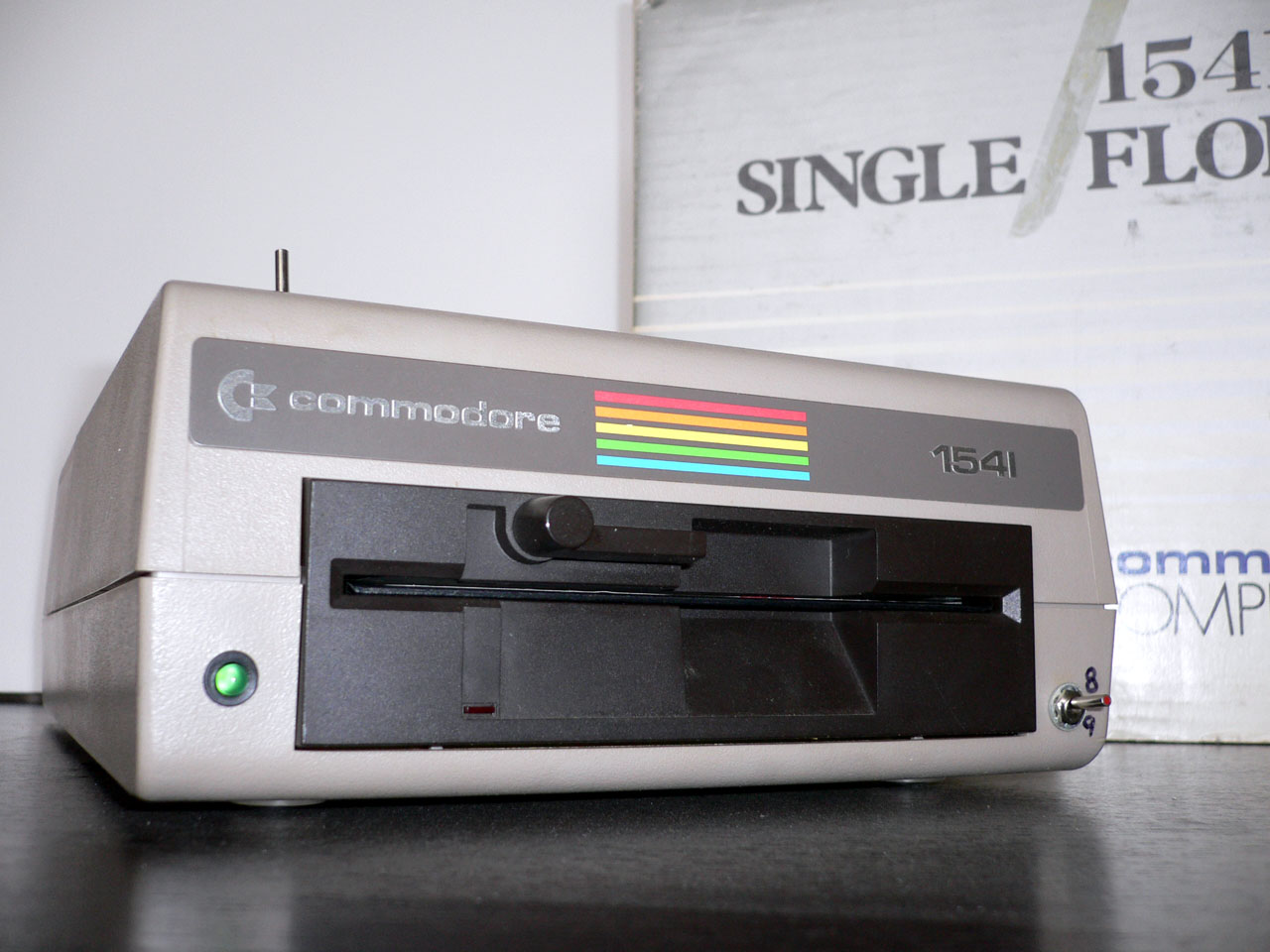
Vista frontal de la versió més comuna de la disquetera Commodore 1541, sense disquet inserit. Aquesta versió utilitzava un mecanisme d'accionament Newtronics, i la palanca rotativa era usada per a mantenir el disquet a lloc. Observi que el petit commutador en el cant inferior dret és una addició posterior.

El Commodore 1541 (o CBM 1541, originalment anomenat VIC-1541), fet per Commodore International, va ser la unitat de disc més coneguda per al microordinador Commodore 64. El 1541 era una disquetera d'una sola cara (170 KiB) per a disquets de 5¼". Es va succeir a l'anterior Commodore 1540 (projectat per al VIC-20).
La disquetera utilitzava el Group Code Recording (GCR) i contenia un microprocessador MOS Technology 6502, operant com controlador de disc i processador embarcat del sistema operatiu de disc. El nombre de sectors per pista variava de 17 a 21 (una aplicació primerenca de Zone Bit Recording). El sistema operatiu de discs predefinit va ser el CBM DOS 2.6.
L'ús de «flippy disks», que eren disquets de doble cara convertits per un tall/perforació en el costat esquerre del disc, permetia l'accés a la bescara dels discs i efectivament va doblar la capacitat d'emmagatzematge. El tall es podria fer amb un ganivet, una perforadora de papers, o una eina anomenada «disk notcher», que era dissenyada específicament per a aquesta tasca.